# Ердри
Ердри (енгл. Airdrie) је град у јужном делу канадске преријске провинције Алберта. Део је метрополитанског подручја Велики Калгари. Кроз град пролази ауто-пут који повезује Калгари са Едмонтоном.
Град је настао од радничког насеља које је изграђено 1889. а у којем су обитавали радници који су градили железницу која је пролазила кроз тај део Канаде. Име је добио по истоименом градићу у Шкотској.
Према резултатима провинцијског пописа у граду је 2012. живело 45.711 становника што је за 5,9% више у односу на стање из 2011. године (43.155). У односу на статистичке резултате из 2006. када је у граду живело 29.000 становника Ердри се налази међу 8 градова са највећим растом броја становника у Канади у периоду 2006/11.
Од 1997. Ердри има потписан уговор о сарадњи са градом Gwacheon из Јужне Кореје.

## Становништво
| 1996.  | 2001.  | 2006.  | 2011.  | 2016.  |
| ------ | ------ | ------ | ------ | ------ |
| 15.946 | 20.382 | 28.927 | 42.564 | 61.581 |